# Rock Band 4
Rock Band 4 est un jeu vidéo de rythme développé par Harmonix. Rock Band 4 permet aux joueurs de prendre le contrôle d'un instrument de musique et de jouer des musiques connues, récentes comme plus anciennes. Ce 4e opus de la licence Rock Band est sorti sur PlayStation 4 et Xbox One le 6 octobre 2015.
Rock Band 4 marque le retour de la série après cinq ans sans aucun épisode. À la suite de la diminution de la popularité de la série, celle-ci avait été arrêtée après Rock Band 3 en 2010. Le jeu propose moins de phases d'apprentissage pour se concentrer davantage sur le gameplay.
Rock Band 4 est une version majeure, et se voit régulièrement enrichir. Il n'est pas question de sortir un nouvel épisode rapidement. À la place, le jeu est mis à jour régulièrement par des contenus téléchargeables payants et gratuits. Il est de plus compatible avec les 2 000 chansons existantes des anciens épisodes. De plus, les anciens instruments PlayStation 3 et Xbox 360 sont compatibles avec cette nouvelle version.

## Système de jeu

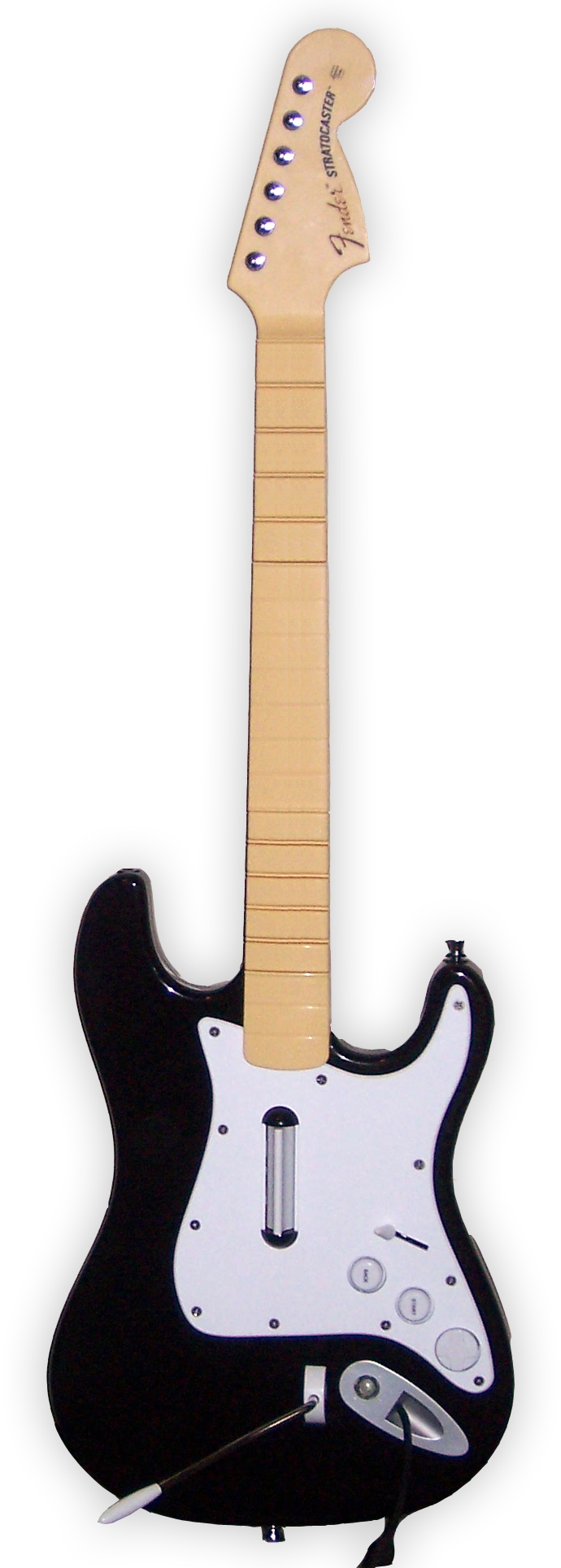
Guitar Rock Band PlayStation 3 compatible avec le nouvel épisode.

Le gameplay de Rock Band 4 suit celui des jeux précédents : le joueur ou groupe de joueurs contrôlent des instruments spéciaux imitant de véritables instruments. Il doit suivre les notes qui défilent à l'écran en tentant de reproduire une chanson et d'obtenir le meilleur score. Les joueurs marquent des points à chaque note réussie. Ils obtiennent un multiplicateur de score pour une série de notes sans erreurs, tandis que rater un trop grand nombre de notes met fin à la partie. Certaines séries de notes jouées correctement permettent d'obtenir un multiplicateur supplémentaire.

### Mode de jeu
Le mode carrière est toujours le mode principal du jeu. Dans ce mode, le joueur incarne un groupe de rock, dans lequel il peut choisir d'incarner  au choix le Chanteur, le Guitariste, le Bassiste ou le Batteur. Il est aussi possible de jouer à plusieurs, dans ce cas chaque joueur incarne un membre différent.
Il est possible de choisir les concerts que l'on souhaite faire et visiter différents pays, le public change en conséquence. Le joueur a, par exemple, le choix de jouer des concerts qui présentent certes un aspect intéressant mais qui pourraient nuire à la réputation des fans. Par exemple, il est possible d'incarner un musicien de heavy metal et venir jouer du country, en prenant le risque de décevoir les fans.

## Développement
Les jeux musicaux comme Rock Band et Guitar Hero ont été très populaires de 2005 à 2008, mais en raison de la surexploitation du marché et le début de la crise en 2009, le genre a subi des revers importants, et les ventes ont rapidement diminué. Harmonix avait sorti Rock Band 3 en 2010, et alors que bien accueilli par les critiques et les fans, il s'est moins vendu que les précédents. Harmonix continue à soutenir Rock Band 3 jusqu'en 2013 avec les patchs additionnels de contenu et de nouvelles chansons en tant que contenu téléchargeable pendant 280 semaines consécutives. En avril 2013, Harmonix a publié son dernier DLC régulier, indiquant qu'ils se concentraient sur d'autres projets. La compagnie a fait remarquer que la licence Rock Band reviendrait le moment venu.
Le 13 janvier 2015, Harmonix a inopinément annoncé trois nouvelles chansons de DLC, la première en près de 21 mois. Cela a indiqué la possibilité que le studio avait l'intention de développer un nouveau jeu Rock Band pour la huitième génération de consoles. Le 5 mars 2015, Harmonix a annoncé officiellement Rock Band 4, dont il prévoit la sortie pour la fin de 2015.
Le PDG d'Harmonix Alex Rigopulos a expliqué que le studio avait attendu à la fois une adoption importante pour les consoles de nouvelle génération, et une « vision créative claire et convaincante » pour le jeu avant de commencer à travailler sur un nouvel épisode. Greg LoPiccolo de Harmonix a ajouté qu'ils ne voulaient pas essayer d'introduire Rock Band 4 pendant la première année de la nouvelle console où ils seraient en concurrence avec les grandes franchises. Harmonix a développé un nouveau moteur de jeu appelé Forge permettant d'utiliser au mieux la puissance de la PlayStation 4 et Xbox One, permettant au jeu de fonctionner en 1080p à 60 images par seconde.
La société n'a pas développé le jeu pour la Wii U, comme la plate-forme (la Wii à l'époque) avait le plus petit pourcentage d'utilisations dans les jeux précédents. La version PC n'est pas prévue non plus, l'entreprise estimant que l'industrie musicale a peur à cause des risques de piratage élevés. Sussman a déclaré que la route la plus sûre d'apporter Rock Band sur le marché de masse se fait à travers la Xbox One et la PlayStation 4.

## Chansons jouables
Voici la liste des chansons présentes dans le jeu :
| Titre                                             | Artiste                                         | Année | Genre               |
| ------------------------------------------------- | ----------------------------------------------- | ----- | ------------------- |
| Ain't Messin ‘Round                               | Gary Clark Jr.                                  |       |                     |
| Albert                                            | Eddie Japan                                     | 2015  | Rock indépendant    |
| All Over You                                      | Live                                            | 1994  | Alternatif          |
| Arabella                                          | Arctic Monkeys                                  |       |                     |
| At Night in Dreams                                | White Denim                                     | 2013  | Rock indépendant    |
| Birth in Reverse                                  | St. Vincent                                     | 2013  | Rock indépendant    |
| Brown Eyed Girl                                   | Van Morrison                                    | 1967  | Classic rock        |
| Caught Up in You                                  | .38 Special                                     |       |                     |
| Centuries                                         | Fall Out Boy                                    | 2014  | Alternatif          |
| Cold Clear Light                                  | Johnny Blazes and the Pretty Boys               |       |                     |
| Dead Black (Heart of Ice)                         | Soul Remnants                                   | 2013  | Heavy metal         |
| Dream Genie                                       | Lightning Bolt                                  | 2015  | Rock indépendant    |
| The Feast and the Famine                          | Foo Fighters                                    | 2014  | Alternatif          |
| Fever                                             | The Black Keys                                  | 2014  | Rock indépendant    |
| Free Falling                                      | The Warning                                     |       |                     |
| Friday I'm In Love                                | The Cure                                        | 1992  | New wave            |
| Hail to the King                                  | Avenged Sevenfold                               | 2013  | Heavy metal         |
| Halls of Valhalla                                 | Judas Priest                                    | 2014  | Heavy metal         |
| I Am Electric                                     | Heaven's Basement                               | 2013  | Rock                |
| I Bet My Life                                     | Imagine Dragons                                 |       |                     |
| I Miss the Misery                                 | Halestorm                                       | 2012  | Heavy metal         |
| The Impression That I Get                         | The Mighty Mighty Bosstones                     |       |                     |
| Kick It Out                                       | Heart                                           | 1977  | Classic rock        |
| Knock 'Em Down                                    | Duck & Cover                                    | 2014  | Rock                |
| Layla                                             | Eric Clapton                                    |       |                     |
| Lazaretto                                         | Jack White                                      | 2014  | Rock                |
| Light the Fuse                                    | Slydigs                                         | 2012  | Alternatif          |
| Little Miss Can't Be Wrong                        | Spin Doctors                                    | 1991  | Alternatif          |
| Little White Church                               | Little Big Town                                 |       |                     |
| Mainstream Kid                                    | Brandi Carlile                                  |       |                     |
| Metropolis - Part 1 'The Miracle And The Sleeper' | Dream Theater                                   | 1992  | Rock progressif     |
| Milwaukee                                         | The Both                                        |       |                     |
| Miracle Man                                       | Ozzy Osbourne                                   | 1988  | Heavy metal         |
| My God Is the Sun                                 | Queens of the Stone Age                         | 2013  | Alternatif          |
| No One Like You (2011 Re-record)                  | Scorpions                                       | 2011  | Heavy metal         |
| The One I Love                                    | R.E.M.                                          |       |                     |
| Panama                                            | Van Halen                                       |       |                     |
| A Passage to Bangkok                              | Rush                                            | 1976  | Rock progressif     |
| Pistol Whipped                                    | Tijuana Sweetheart                              |       |                     |
| Prayer                                            | Disturbed                                       | 2002  | Nu metal            |
| Recession                                         | Jeff Allen ft. Noelle LeBlanc et Naoko Takamoto |       |                     |
| Rock and Roll, Hoochie Koo                        | Rick Derringer                                  | 1973  | Classic rock        |
| The Seeker                                        | The Who                                         | 1970  | Classic rock        |
| Short Skirt/Long Jacket                           | Cake                                            |       |                     |
| Somebody Told Me                                  | The Killers                                     | 2004  | Alternatif          |
| Spiders                                           | System of a Down                                | 1998  | Nu metal            |
| Start a Band                                      | Brad Paisley ft. Keith Urban                    |       |                     |
| Still Into You                                    | Paramore                                        | 2013  | Pop rock            |
| Superunknown                                      | Soundgarden                                     |       |                     |
| Suspicious Minds                                  | Elvis Presley                                   | 1969  | Classic rock        |
| That Smell                                        | Lynyrd Skynyrd                                  |       |                     |
| Tongue Tied                                       | Grouplove                                       |       |                     |
| Toys in the Attic                                 | Aerosmith                                       | 1975  | Classic rock        |
| Turn it Around                                    | Lucius                                          |       |                     |
| Uptown Funk                                       | Mark Ronson ft. Bruno Mars                      | 2014  | R&B/soul/funk       |
| V-Bomb                                            | Dark Wheels                                     |       |                     |
| Violent Shiver                                    | Benjamin Booker                                 | 2014  | Rock indépendant    |
| The Warrior                                       | Scandal                                         | 1984  | Rock                |
| What's Up?                                        | 4 Non Blondes                                   | 1993  | Alternatif          |
| The Wolf                                          | Mumford & Sons                                  |       |                     |
| You Make Loving Fun                               | Fleetwood Mac                                   | 1977  | Classic rock        |
| Your Love                                         | The Outfield                                    | 1985  | Pop rock            |
| Popular Monster                                   | Falling In Reverse                              | 2019  | Nu metal, Rock, Rap |